# Jimena renace
La marcha «Jimena renace», —oficialmente denominada Marcha por la justicia, seguridad y paz para nuestros hijos—, es una manifestación ciudadana realizada en el Perú cuya finalidad, según los responsables, es buscar el cumplimiento de justicia por el abuso sexual y asesinato de la menor María Jimena Avellaneda Ruíz de 11 años y paralelamente presionar al estado para incrementar los castigos penales a violadores de niños y niñas y en general a cualquiera abusador sexual. El evento se desarrolló el 8 de febrero de 2018 por grupos juveniles, activistas civiles (incluido a otras víctimas de violación y/o familiares de desaparecidos).

## Historia
La marcha Jimena renace fue inicialmente anunciada por un colectivo homónimo formado por familiares y amigos de la menor asesinada en el distrito limeño de San Juan de Lurigancho, el 6 de febrero el padre de la menor Jorge Vellaneda acompañado por la congresista Luciana León fuera de la sede del Congreso convocó una marcha para el 8 de febrero a las 5:00 p. m., el principal objetivo en una primera instancia era evitar que el asesino César Alva Mendoza de 37 años salga libre mientras se desarrolla las investigaciones de acuerdo al Código Penal del país, Diana Ruiz la madre de la menor dijo al respecto «Yo hago esto por los niños que quedan, porque a mí ya me la arrebataron [refiriéndose a su hija]». Paulatinamente grupos colectivos que participaron en marchas de Ni una menos, Con mis hijos no te metas y grupos civiles de otras víctimas de abuso sexual y desaparecidos mostraron su apoyo y a la realización de la marcha.

### Recorrido
El recorrido se inició en la plaza San Martín para recorrer toda el área metropolitana de Lima hasta el Congreso de la República, en el camino se leía frases "Pudo ser mi hija", "Justicia para nuestros niños", "¡Auxilio!¡Auxilio! Nos están matando" e incluso varios de ellos aclamaban la pena de muerte y la castración química para violadores. Al final de la marcha se registró miles de personas solamente en la provincia de Lima.
En otras secciones de Lima algunas facciones de Ni una menos se pusieron a protestar por sus familiares abusados y desaparecidos, se declararon ser parte de la marcha.